# Mặt trận Tiến bộ Quốc gia (Syria)
Mặt trận Tiến bộ Quốc gia (tiếng Ả Rập: الجبهة الوطنية التقدمية, al-Jabha al-Waṭaniyyah at-Taqaddumiyyah, NPF) là một liên minh chính trị của các đảng ở Syria ủng hộ định hướng chủ nghĩa dân tộc Ả Rập và chủ nghĩa chống đế quốc của chính phủ và chấp nhận "vai trò hàng đầu trong xã hội" của Đảng Ba'ath, đảng lớn nhất trong NPF.

## Lịch sử
Mặt trận được thành lập năm 1972 bởi Tổng thống Syria Hafez al-Assad nhằm hạn chế mức độ tham gia vào chính phủ của các đảng chính trị khác ngoài Đảng Ba'ath cầm quyền. Cương lĩnh của nó quy định rằng Đảng Ba'ath kiểm soát 50% cộng với một trong số phiếu bầu trong ủy ban điều hành. Một số ghế trong Hội đồng nhân dân Syria được dành cho các thành viên của các đảng NPF ngoài Đảng Ba'ath. Các đảng nhỏ này được yêu cầu về mặt pháp lý chấp nhận sự lãnh đạo của Đảng Ba'ath. Chẳng hạn, các đảng không thuộc Ba'ath trong Mặt trận Tiến bộ thì không được phép tìm kiếm những người ủng hộ trong quân đội hoặc hội sinh viên mà nó "dành riêng cho Ba'ath."
Từ năm 1972 đến 2011, chỉ các đảng tham gia NPF mới được phép hoạt động hợp pháp tại Syria. Nghị định lập pháp về luật các đảng năm 2011, Nghị định lập pháp về Luật bầu cử chung năm 2011 và hiến pháp Syria mới năm 2012 đưa ra hệ thống đa đảng ở Syria.
Sau khi trở thành một phần của NPF, Đảng Quốc gia Xã hội Syria (SSNP) đã tham gia phe đối lập, Mặt trận Nhân dân vì Thay đổi và Giải phóng, cho cuộc bầu cử tháng 5 năm 2012 trước quốc hội. Tuy nhiên, SSNP đã ủng hộ cuộc bầu cử lại Bashar al-Assad trong cuộc bầu cử tổng thống tháng 6 năm 2014 và sau đó đã tái gia nhập mặt trận.

## Lịch sử bầu cử

### Bầu cử Hội đồng nhân dân Syria
| Năm  | Số ghế    | +/–        | Thứ hạng |
| ---- | --------- | ---------- | -------- |
| 1973 | 186 / 186 | 186        | 1        |
| 1977 | 195 / 195 | 9          | 1        |
| 1981 | 195 / 195 | Giữ nguyên | 1        |
| 1986 | 195 / 195 | Giữ nguyên | 1        |
| 1990 | 250 / 250 | 55         | 1        |
| 1994 | 250 / 250 | Giữ nguyên | 1        |
| 1998 | 250 / 250 | Giữ nguyên | 1        |
| 2003 | 250 / 250 | Giữ nguyên | 1        |
| 2007 | 250 / 250 | Giữ nguyên | 1        |
| 2012 | 168 / 250 | 82         | 1        |
| 2016 | 200 / 250 | 32         | 1        |
| 2020 | 177 / 250 | 23         | 1        |